# Sauber C18
A Sauber C18 egy Formula–1-es versenyautó, amelyet a Sauber csapat tervezett és versenyeztetett az 1999-es Formula–1 világbajnokságban. Pilótái Jean Alesi és Pedro Diniz voltak.

## Áttekintés
Alapvetően az előző évi C17-es modell átdolgozása volt, Petronas névre átcímkézett Ferrari-motorokkal és hétsebességes váltóval. A csapat az idény során már a Bridgestone gumijaival versenyzett. Johnny Herbert távozása után Jean Alesi csapattársa az Arrows csapattól érkező Pedro Diniz lett, aki hozott magával pénzt, és mivel Herbert fizetését se kellett már állniuk, jelentős anyagi pluszra tehettek szert.
A festés nem sokat változott az előző évhez képest: a kéttónusú kék festésen a főszponzor Red Bull pirosa és sárgája is megjelent, valamint a Petronas cég is. Diniz hozta magával a Parmalatot is szponzorként, amely miatt egészen 2002-ig jogvitában állt az Arrows csapattal. A maláj nagydíjon a maláj zászló került fel a motorborításra, mert először rendeztek itt versenyt.
A szezon előtti teszteken a váltóval kapcsolatos mechanikai problémát leszámítva jól ment a Sauber, a barcelonai teszteken pedig Alesi volt a leggyorsabb. A csapat hátsó szárnya az idény legelején hajlékony volt, ezt utóbb szabálytalannak minősítették, ezért át kellett tervezni.

## A szezon
A csapat az egész idény során rengeteg technikai problémával küzdött, Diniz a 16 versenyből tizenkettőt egyáltalán nem tudott befejezni, de Alesi sem teljesített sokkal jobban. Mindketten összesen öt alkalommal szereztek egy-egy pontot, így a csapat konstruktőri nyolcadikként zárt.
Az európai nagydíjon Diniz horrorisztikus balesetet szenvedett: a rajt után Alexander Wurz oldalról megtorpedózta az autóját, ami emiatt fejreállt és a bukókeretén csúszott végig, míg meg nem állt - ennek nem lett volna szabad megtörténnie, mert pont ilyen balesetek elkerülésére találták ki. Diniznek akár a fejét is leszakíthatta volna a baleset, ehhez képest csodával határos módon megúszta kisebb sérülésekkel, de percekig kellett dolgozni a kiszabadításán. Alesi a magyar nagydíjon került kórházba kivizsgálásra egy szintén hatalmas baleset után.
Miután Michael Schumacher a brit nagydíjon szerzett sérülései miatt hónapokig nem állhatott rajthoz, felmerült, hogy talán Alesi lesz a helyettese a Ferrarinál, de erre nem került sor. A magyar nagydíj után ugyanakkor a pilóta keményen kritizálta az autót és a csapatát is, bejelentve, hogy az idény végén otthagyja őket. A helyére épp az a Mika Salo került, aki Schumacher helyettese lett.
A megbízhatóság hiánya és az elképesztően sok baleset tönkretette az idényüket, konstruktőri nyolcadikok lettek, és a sportágba csatlakozásuk óta nem volt ennyire gyenge idényük.

## Eredmények
| Év   | Csapat                   | Motor           | Gumik | Pilóták     | 1   | 2   | 3   | 4   | 5   | 6   | 7   | 8   | 9   | 10  | 11  | 12  | 13  | 14  | 15  | 16  | Pontok | Helyezés |
| ---- | ------------------------ | --------------- | ----- | ----------- | --- | --- | --- | --- | --- | --- | --- | --- | --- | --- | --- | --- | --- | --- | --- | --- | ------ | -------- |
| 1999 | Red Bull Sauber Petronas | Petronas SPE03A | B     |             | AUS | BRA | SMR | MON | ESP | CAN | FRA | GBR | AUT | GER | HUN | BEL | ITA | EUR | MAL | JPN | 5      | 8.       |
| 1999 | Red Bull Sauber Petronas | Petronas SPE03A | B     | Jean Alesi  | KI  | KI  | 6   | KI  | KI  | KI  | KI  | 14  | KI  | 8   | 16  | 9   | 9   | KI  | 7   | 6   | 5      | 8.       |
| 1999 | Red Bull Sauber Petronas | Petronas SPE03A | B     | Pedro Diniz | KI  | KI  | KI  | KI  | KI  | 6   | KI  | 6   | 6   | KI  | KI  | KI  | KI  | KI  | KI  | 11  | 5      | 8.       |

† - nem fejezte be a futamot, de rangsorolták, mert teljesítette a versenytáv 90 százalékát